# Disparos contra policiais de Dallas em 2016
Em 7 de julho de 2016, no final de um protesto pacífico "Black Lives Matter" em Dallas, Texas, Micah Xavier Johnson emboscou e baleou doze policiais e dois civis brancos, matando cinco dos oficiais. Johnson, um ativista negro, era um militar da reserva, veterano da Guerra no Afeganistão que estava, pelos relatos, furioso com os disparos contra homens negros feitos por policiais em outras cidades. De acordo com relato do chefe de polícia de Dallas, "Johnson estava furioso com pessoas brancas e queira matar pessoas brancas, especialmente policiais brancos".
Após o tiroteio, a polícia encurralou Johnson em uma garagem de estacionamento. Durante negociações que duraram horas, Johnson declarou que "o fim está próximo", e que ele "queria matar mais policiais", se recusando a sair. Nas primeiras horas de 8 de julho, depois que Johnson recomeçou a atirar, a polícia o matou usando um robô que transportou e explodiu uma bomba perto do atirador. Alguns especialistas acreditam que foi a primeira vez na história dos Estados Unidos que um robô foi usado pela polícia para matar.
Esse foi o maior massacre de policiais nos Estados Unidos desde o atentado terrorista em 11 de setembro de 2001.

## Antecedentes
Um protesto "Black Lives Matter" foi organizado em Dallas pela Rede de Ação da Próxima Geração em conjunto com a polícia local, em resposta ao assassinato de dois homens, Alton Sterling e Philando Castile, por policiais em Louisiana e Minnesota, respectivamente, dias antes. O protesto em Dallas foi um dos vários realizados nos Estados Unidos na noite de 7 de julho. Cerca de 800 manifestantes estavam envolvidos, e cerca de 100 policiais foram designados para proteger o evento e a área circundante. Antes do tiroteio ocorrer, nenhum outro incidente foi relatado, e o evento foi pacífico.